# تپه گرگ دره کتیران ۱
تپه گرگ دره کتیران ۱ مربوط به دوران‌های تاریخی پس از اسلام است و در شهرستان شازند، بخش زالیان، روستای کتیران بالا واقع شده و این اثر در تاریخ ۹ اردیبهشت ۱۳۸۲ با شمارهٔ ثبت ۸۵۹۷ به‌عنوان یکی از آثار ملی ایران به ثبت رسیده است.